# Музеј Фаберже у Санкт Петербургу
Музеј Фаберже у Санкт Петербургу је музеј у приватном власништву који су основали Виктор Векселберг и његова фондација Link of Times како би изгубљене културне вредности вратили у Русију. Музеј се налази у центру Санкт Петербурга у палати Шувалов (21, насип реке Фонтанке) на реци Фонтанка. Збирка музеја садржи више од 4.000 дела декоративне примењене и ликовне уметности, укључујући златне и сребрне предмете, слике, порцелан и бронзане предмете. Врхунац музејске колекције је група од девет царских ускршњих јаја која је Карл Фаберже створио за последња два руска цара.

## Историја
Идеја о стварању посебног музеја посвећеног стваралаштву великог руског драгуљара Петера Карла Фабержеа дошла је до фондације Link of Times након што је Виктор Векселберг 2004. године купио јединствену колекцију ремек-дела Фабержеа која је била у власништву покојног Малколма Форбса. Од тада је фондација започела формирање збирке руске декоративне примењене и ликовне уметности која садржи више од 4.000 дела. Сва царска ускршња јаја у збирци музеја повезана су са владавином и личним животом последња два руска цара: Александра III и Николаја II.
Фондација је започела обнављање палате Шувалов из 18. века (коју фондација изнајмљује) у Санкт Петербургу 2006. године, са циљем отварања музеја у палати. Током седам година урађен је значајан посао на обнављању историјског изгледа палате. Ово је била прва потпуна рестаурација палате у њеној читавој 200-годишњој историји. Званична церемонија отварања музеја Фаберже одржана је 19. новембра 2013.

## Колекција
У збирци музеја Фаберже налази се девет царских ускршњих јаја која су рађена по наруџби последња два цара Романов. Јаја је Векселберг купио 2004. године од породице америчког новинског магната Малколма Форбса. Купио их је непосредно пре него што су изашла на аукцију, плативши 100 милиона долара за целокупну колекцију Фаберже од породице Форбс. 
Укупно је у Плавој соби палате Шувалов петнаестак јаја Фаберже, као и минијатурни оквир за слике у облику срца - изненађење из изгубљеног љубичастог јајета из 1897. године.

## Списак царских ускршњих јаја
- First Hen egg
- Renaissance egg
- Rosebud egg
- Coronation egg
- Lilies of the Valley egg
- Cockerel egg
- Fifteenth Anniversary egg
- Bay Tree egg
- Order of St. George egg

- Прво кокошје јаје
- Ренесансно јаје
- Јаје ружин пупољак
- Јаје крунисања
- Јаје ђурђевак
- Јаје петлић
- Јаје петнаесте годишњице
- Јаје дрво залива
- Јаје Орден Светог Ђорђа

## Списак осталих Фаберже јаја
- Kelch Hen egg
- Kelch Chanticleer egg
- Duchess of Marlborough egg
- Resurrection egg
- Scandinavian egg
- Spring Flowers egg

- Келч јаје
- Келч јаје
- Јаје војвоткиње од Марлбороуа
- Ускршње јаје
- Скандинавско јаје